# Charles Kumi Gyamfi
Charles Kumi Gyamfi, né en 1929 à Accra et mort le 2 septembre 2015 dans la même ville, est un footballeur et entraîneur ghanéen.

## Biographie
Charles Kumi Gyamfi fut le premier footballeur africain à jouer en Allemagne, lorsqu'il rejoignit le Fortuna Düsseldorf en 1960.
Après sa carrière de joueur entre 1948 et 1961 et international ghanéen (1950-1961), il devint entraîneur et commença par les Black Stars de 1963 à 1965, remportant les CAN 1963 et 1965. Il revint à la tête de la sélection en 1982, où il remporta une nouvelle fois la CAN 1982. Il établit ainsi un record, celui de l'entraîneur ayant le plus gagné de CAN, record égalé par l'égyptien Hassan Shehata avec les titres de 2006, 2008 et 2010. 
Fort de ses succès, il dirigea une sélection africaine lors du Coupe de l'Indépendance du Brésil en 1972, appelée Sélection Afrique, qui est une sélection de joueurs africains de différentes nationalités, mais l'équipe termina troisième du groupe 1 du tour préliminaire.
Il entraîna des clubs au Ghana et au Kenya, sans connaître la même fortune, et une sélection (Somalie des moins de 21 ans).
Il remporte à titre posthume le trophée de « Légende africaine » délivré par la Confédération africaine de football en 2015.